# Miraggio rosso
Miraggio rosso o Red Mirage è una locuzione appartenente al gergo politico e giornalistico statunitense che indica un fenomeno osservato durante le elezioni presidenziali degli Stati Uniti d'America a partire dal 2004, per cui durante la prima fase dello spoglio delle schede elettorali il Partito Repubblicano (identificato con il colore rosso) risulta inizialmente in vantaggio, ma con il proseguimento dello spoglio avviene un recupero del Partito Democratico (chiamato Blue Shift o Spostamento verso il blu).
Nonostante i risultati del voto trasmessi la notte delle elezioni non siano ufficiali, bensì proiezioni il più possibile accurate, il fenomeno del miraggio rosso causa spesso disorientamento negli elettori repubblicani alimentando le teorie del complotto su brogli elettorali da parte del partito democratico.

## Origine del termine
Il fenomeno è stato teorizzato da Edward Foley, professore di diritto all'Università dell'Ohio nel 2013, che analizzando i risultati delle elezioni dal 1960 al 2012, verificò un "chiaro e persistente" spostamento dei risultati durante lo spoglio a partire dal 2004. Foley definì il fenomeno con il termine "Blue Shift" (letteralmente "Spostamento verso il blu"), prendendolo in prestito dall' omonimo effetto ottico studiato in astrofisica. Successivamente John Mehndelson, amministratore delegato di Hawkfish, un'agenzia di analisi politica coniò il termine "Red Mirage" ("Miraggio rosso") per descrivere lo stesso fenomeno.
Foley dimostrò che a partire dalle elezioni presidenziali degli Stati Uniti del 2004 i candidati democratici hanno sempre registrato un maggior numero di voti durante il periodo di scrutinio (canvass period), cioè il periodo che segue la notte delle elezioni.  Statisticamente, la rimonta dei Democratici è proporzionale al numero di schede provvisorie nello stato in questione.
Gli analisti non hanno ancora pienamente individuato la causa o tutte le cause di questo fenomeno. Foley ha ipotizzato che la ragione di questa accelerazione sia l’emanazione nel 2002 della legge detta Help America Vote Act, che ha richiesto agli Stati di consentire il voto anche dei cittadini che non si erano pre-registrati nelle liste dei votanti. Queste schede elettorali provvisorie (provisional ballots), devono essere ricontrollate a voto avvenuto. Un'altra possibile causa è il conteggio del voto per corrispondenza, che solitamente avviene dopo i voti dati in presenza, ma in un'intervista dell'agosto 2020, Foley ha affermato che non è ancora certo se il voto per corrispondenza favorisca i candidati democratici.

## Elezioni americane del 2020
Il termine è diventato di attualità con le elezioni presidenziali americane tenute a novembre 2020. L'eventualità di un testa a testa che avrebbe dato come esito un "miraggio rosso" era stata ampiamente prevista dagli analisti, che in caso di margini sottili fra i due sfidanti ritenevano che Trump sarebbe potuto risultare in vantaggio il 3 novembre negli stati chiave per poi vedere questo vantaggio erodersi man mano che venivano contati i voti per posta.
Infatti a causa della pandemia di COVID-19 gli elettori democratici, che temevano il contagio del coronavirus, avevano fatto ricorso massiccio al voto per corrispondenza, mentre gli elettori repubblicani hanno per lo più fatto uso del seggio regolare. Il gran numero di voti per posta ha provocato un allungamento dei tempi del conteggi, con Trump che è risultato inizialmente in vantaggio negli stati chiave del «blue wall», cioè Pennsylvania, Michigan e Wisconsin, grazie al voto in presenza, illudendo gran parte dei suoi elettori di una sua vittoria.
Con il conteggio del voto postale la situazione è cambiata in maniera drastica: in poche ore Trump ha perso il Michigan ed il Wisconsin, due Stati chiave assegnati a Biden dalle televisioni americane la mattina del 4 novembre 2020.
Dopo aver visto la rimonta del rivale Donald Trump dichiarò che non avrebbe accettato altri risultati che non fossero quelli pervenuti durante la notte elettorale, e le polemiche seguite a queste dichiarazioni e alla vittoria di Joe Biden diedero luogo a numerose proteste post-elettorali culminate nell'assalto al Campidoglio del 6 gennaio 2021.